# Піроково
Піро́ково (Піреково, рос. Пироково) — присілок в Балезінському районі Удмуртії, Росія.

## Населення
Населення — 21 особа (2010; 25 в 2002).
Національний склад станом на 2002 рік:
- удмурти — 56 %
- росіяни - 44%